# Jean-Baptiste Bory de Saint-Vincent
Jean-Baptiste Geneviève Marcellin Bory de Saint-Vincent (Agen, 6 de julho de 1778 – Paris, 22 de dezembro de 1846) foi um naturalista e geógrafo francês que se destacou durante as viagens de exploração apoiadas pelos governos de Napoleão Bonaparte. Mais conhecido por Bory de Saint-Vincent, é por vezes referido como Jean Baptiste Marcellin e Jean Baptiste George Marie.

## Biografia
Como naturalista acompanhou em 1798 a expedição do capitão Nicolas Baudin à Austrália, mas deixou o navio na Maurícia, de onde partiu para uma viagem de exploração da ilha da Reunião e outras ilhas do Oceano Índico que durou dois anos.
Regressado a França, alistou-se no exército napoleónico, com o qual esteve presente na Batalha de Ulm e na Batalha de Austerlitz. Em 1808 partiu para a Península Ibérica integrado no exército comandado por Jean-de-Dieu Soult, participando activamente na Guerra Peninsular.
Em 1815, apoiou Napoleão Bonaparte contra a restauração da Casa de Bourbon, sendo em consequência proscrito após a Restauração Borbónica e forçado a exilar-se. Após alguns anos de exílio, em 1820 foi autorizado a regressar discretamente a Paris.
Retomada a sua carreira de naturalista, em 1829 chefiou uma expedição científica ao Peloponeso e em 1839 foi encarregue de dirigir a exploração da Argélia.
Foi editor do Dictionnaire classique d'histoire naturelle (Dicionário clássico de história natural). Entre as suas publicações incluem-se:
- Essais sur les Iles Fortunées (1802; Ensaios sobre as ilhas Afortunadas Canárias);
- Voyage dans les Iles d'Afrique (1803; Viagens às ilhas de África);
- Voyage souterrain, ou description du plateau de Saint-Pierre de Maestricht et de ses vastes cryptes (1821; Viagem subterrânea, ou descrição do planalto de St. Pietersberg em Maastricht e as suas vastas criptas);
- L'Homme, essai zoologique sur le genre humain (1827; Homem: ensaio zoológico sobre a espécie humana, obra em que adoptou uma perspectiva poligénica;[1]
- Resume de la géographie de la Peninsule (1838; Sumário da geografia da Península Ibérica).